# Baturaja Permai
Baturaja Permai is een bestuurslaag in het regentschap Ogan Komering Ulu van de provincie Zuid-Sumatra, Indonesië. Baturaja Permai telt 5811 inwoners (volkstelling 2010).